# 彼女のいた日々
『彼女のいた日々』（原題:Golden Exits）は2017年に公開された米希合作のドラマ映画である。監督はアレックス・ロス・ペリー、主演はエミリー・ブラウニングが務めた。本作は日本国内で劇場公開されなかったが、Amazonなどでの配信が行われている。

## 概略
ブルックリン。ニックは同地で慎ましく暮らしていたが、最近は義理の父親のための文書編纂作業で忙しい日々を送っていた。そんな折、ナオミと名乗る20代の女性がニックを手伝うためにオーストラリアからやって来た。ナオミはブルックリンに友人がいなかったため、母親の知り合いであるバディの世話になることが多かった。偶然にも、バディはニックの近所に住んでいた。
エミリーがブルックリンに滞在したのはほんの数ヶ月だったが、彼女の来訪がニックとバディ及び彼らの家族に思わぬ悪影響を及ぼすこととなった。

## キャスト
- エミリー・ブラウニング - ナオミ
- アダム・ホロヴィッツ - ニック
- メアリー＝ルイーズ・パーカー - グウェンドリン
- リリー・レイブ - サム
- ジェイソン・シュワルツマン - バディ
- クロエ・セヴィニー - アリッサ
- リオ・ティプトン - ジェス

## 製作
2016年5月3日、アレックス・ロス・ペリー監督が新作映画の製作に着手していると報じられると共に、エミリー・ブラウニングら主要キャストが発表された。

## 公開・興行収入
2017年1月20日、本作のティーザー・トレイラーが公開された。22日、本作はサンダンス映画祭でプレミア上映された。2月12日、第67回ベルリン国際映画祭で本作の上映が行われた。2018年1月4日、本作のオフィシャル・トレイラーが公開された。
2018年2月9日、本作は全米1館で限定公開され、公開初週末に1万1719ドルを稼ぎ出し、週末興行収入ランキング初登場61位となった。

## 評価
本作は批評家から好意的に評価されている。映画批評集積サイトのRotten Tomatoesには51件のレビューがあり、批評家支持率は67%、平均点は10点満点で6.14点となっている。サイト側による批評家の見解の要約は「『彼女のいた日々』はスケールの小さい物語を語っており、一見すると平凡な作品に思える。しかし、同作は現代人の生活や人間関係を無難に表現した数多の作品とは一線を画すものである。」となっている。また、Metacriticには21件のレビューがあり、加重平均値は71/100となっている。